# Castillo de Brandenburgo
El Castillo de Brandenburgo (en luxemburgués: Buerg Branebuerg) está ahora en ruinas, se encuentra situado en un promontorio a unos 70 metros por encima del pueblo de Brandenbourg en el noreste de Luxemburgo. 
Tiene una historia que se remonta a los siglos IX y X cuando se construyó un fuerte de madera en el sitio. En el siglo XIII solía tener cuatro plantas, de las cuales solo tres permanecen. En 1668, los franceses atacaron el castillo, que posteriormente cayó cada vez más en la ruina. Ahora es propiedad del Estado luxemburgués.